# Lesní pastva

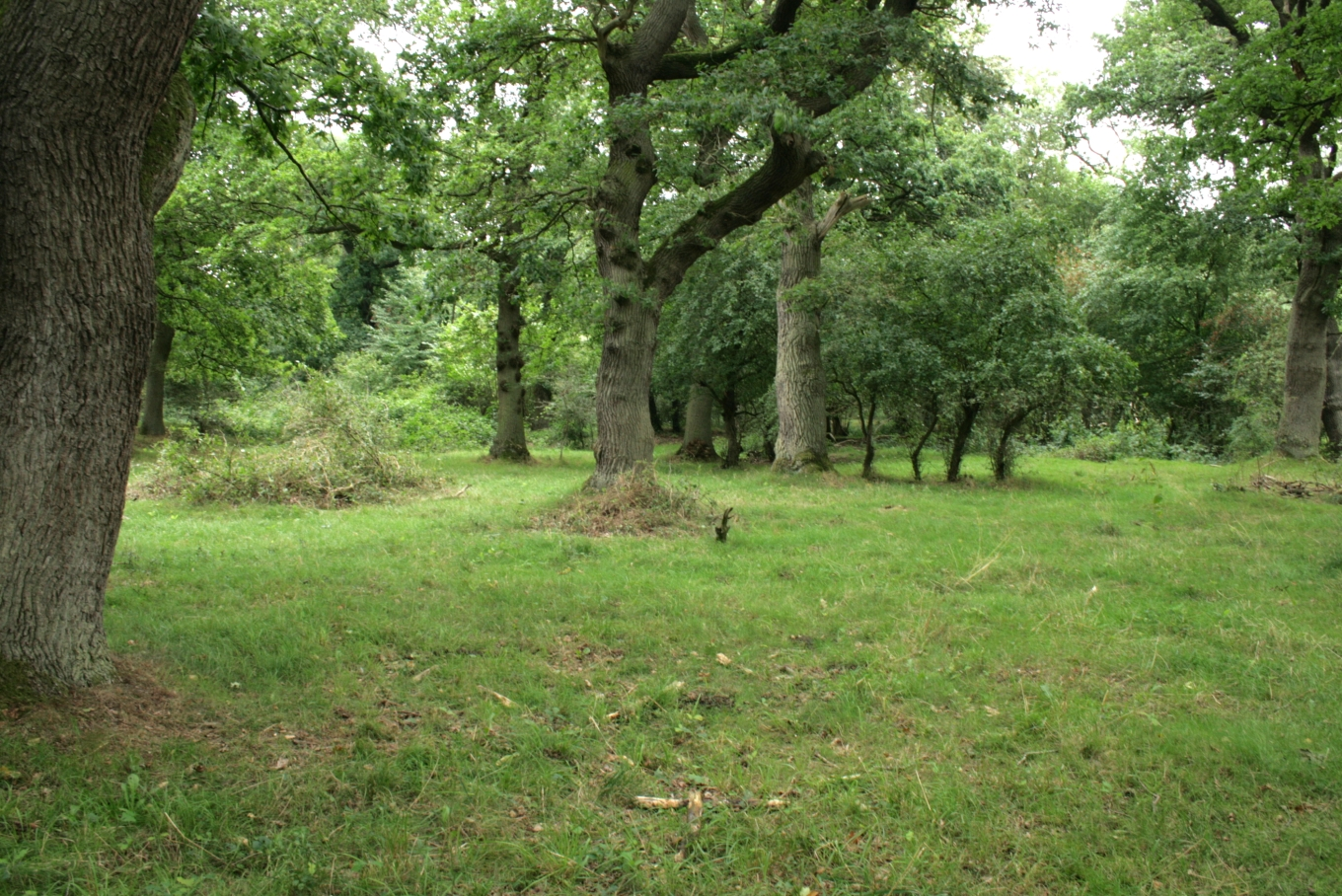
Pohled do řídkého pastevního lesa

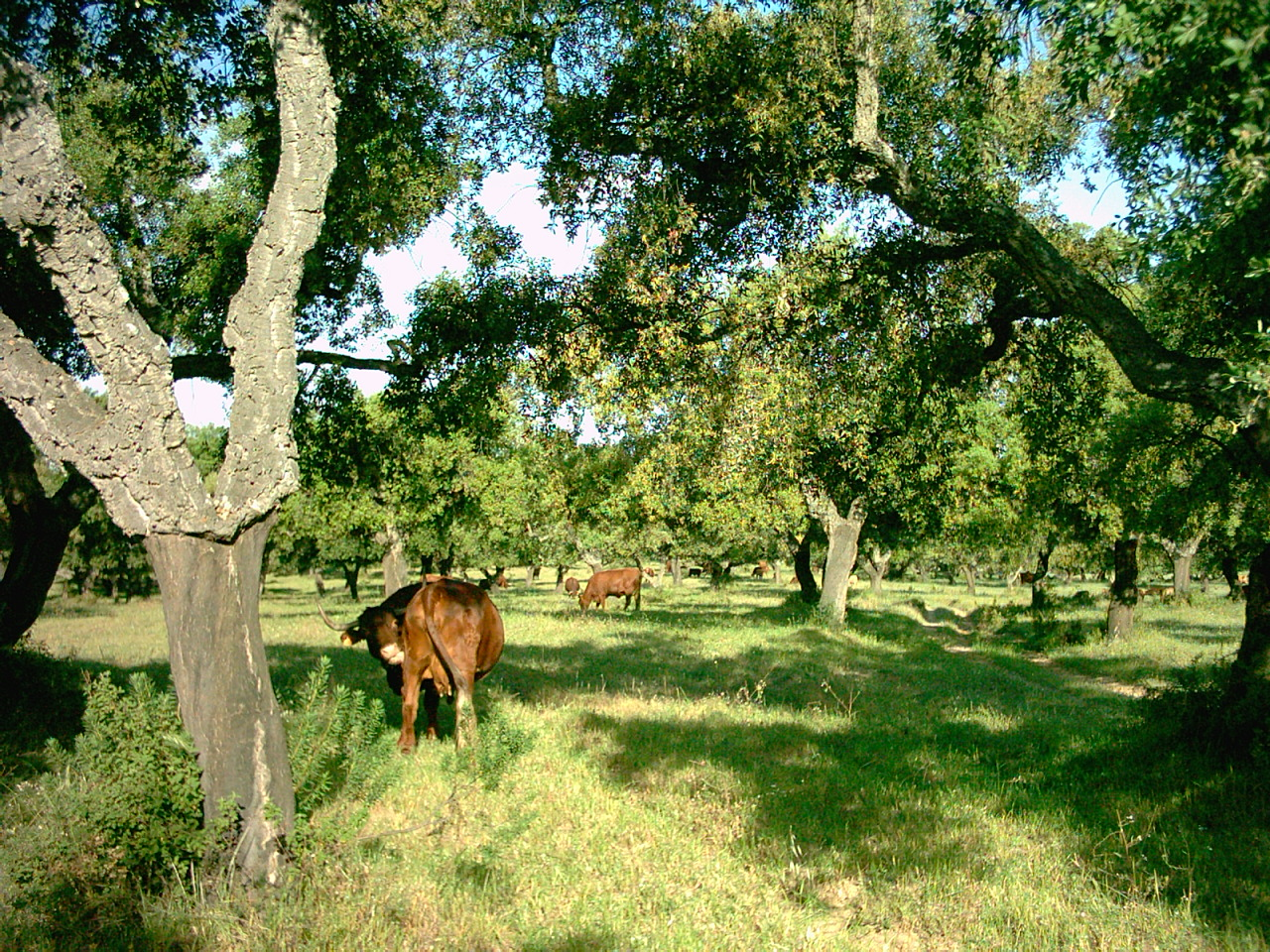
Dehesa ve Španělsku

Lesní pastva je způsob kombinující oboustranně prospěšné lesnictví a pastvu domácích zvířat.
Jedná se zřejmě o nejstarší agrolesnický systém používaný v mírném pásmu po celém světě. Lesopastevní systémy se vyznačují tím, že integrují pěstování stromů, píci a živočišnou výrobu. Tyto systémy mají v dlouhodobém horizontu potenciál zvýšit zemědělskou produkci. Výhodami správně zvládnutého fungování lesní pastvy jsou v dlouhodobém horizontu zlepšená ochranu půdy a zvýšení dlouhodobých příjmů za současné produkce stromů a pastvy zvěře. Přínos má lesní pastva též pro biodiverzitu, zejména bezobratlých.
Lesopastevní systémy jsou nejvýznamnější agrolesnickou praxí ve Spojených státech, zejména na jihovýchodě.[zdroj?] Významné jsou též pastviny zejména prasat a býků v hájích korkových dubů ve Španělsku, tzv. dehesa. V Podkarpatské Rusi probíhá dodnes toulavá lesní pastva na některých místech v Karpatech.
Ve Velké Británii v současnosti[kdy?] probíhá u lesopastevních systémů celostátní experiment, ve kterém jsou na řadě míst zkoumány množství dřevin a hustota výsadby. Nazývá se Experiment v lesopastevní národní síti (The Silvopastoral National Network Experiment). Podle ní ovce využívají stromy jako kryt před větrem; tráví tak delší dobu v okolí stromů. Je-li hustota stromů nízká, dochází ke zhutnění a výraznému stlačení půdy u stromů. Při obnově je proto doporučeno, aby stromy nebyly sázeny v počtu větším, než 400 kusů na hektar.
V České republice je lesní pastva podle lesního zákona zakázána (zákon č. 289/1995 Sb., § 20 odst. 1 písm. n). Podobná zákonná opatření má i Slovensko, Polsko a Německo. Ministerstvo životního prostředí ČR však vydalo vyjádření týkající se území národních parků, podle kterého „pastva dobytka (ovcí) prováděná v lese na území národního parku výhradně za účelem hospodaření v lese (tj. pokud přispěje k obnově nebo udržení žádoucího stavu lesního ekosystému)“ zakázána není. Při záměru provádět lesní pastvu je třeba žádat příslušný orgán o výjimku.